# TEN (落語)
TEN（てん）は、落語協会の2003年入門の同期の落語家によって結成されていた二ツ目の落語家ユニットである。
東京・神保町のらくごカフェを拠点に定期的に公演、年に数回全員による企画興行を行っていた。
全員が真打昇進したことにより、2017年7月17日に解散した。

## メンバー
| 現在の名前         | よみ                | 師匠                                | 二ツ目当時の名前 | 真打昇進  | 真打昇進同期                                      | 備考                                           |
| ------------------ | ------------------- | ----------------------------------- | ---------------- | --------- | ------------------------------------------------- | ---------------------------------------------- |
| 古今亭文菊         | ここんてい ぶんぎく | 二代目古今亭圓菊                    | 古今亭菊六       | 2012年9月 | 古今亭志ん陽                                      | 抜擢によりメンバーで一番早い真打昇進となった。 |
| 二代目柳家小八     | やなぎや こはち     | 柳家喜多八 十代目柳家小三治         | 柳家ろべえ       | 2017年3月 | 林家ひろ木 春風亭三朝 三遊亭ときん 鈴々舎馬るこ   |                                                |
| 三遊亭ときん       | さんゆうてい ときん | 五代三遊亭金馬                      | 三遊亭時松       | 2017年3月 | 林家ひろ木 春風亭三朝 二代目柳家小八 鈴々舎馬るこ |                                                |
| 鈴々舎馬るこ       | れいれいしゃ まるこ | 五代目鈴々舎馬風                    |                  | 2017年3月 | 林家ひろ木 春風亭三朝 二代目柳家小八 三遊亭ときん |                                                |
| 五代目桂三木助     | かつら みきすけ     | 十一代目金原亭馬生                  | 桂三木男         | 2017年9月 | 柳亭こみち 二代目古今亭志ん五                     | 祖父は三代目桂三木助 叔父は四代目桂三木助      |
| 柳亭こみち         | りゅうてい こみち   | 七代目柳亭燕路                      |                  | 2017年9月 | 五代目桂三木助 二代目古今亭志ん五                 | メンバー唯一の女流。 配偶者は宮田昇。          |
| 二代目古今亭志ん五 | ここんてい しんご   | 初代古今亭志ん五 六代目古今亭志ん橋 | 古今亭志ん八     | 2017年9月 | 五代目桂三木助 柳亭こみち                         |                                                |
| 古今亭駒治         | ここんてい こまじ   | 古今亭志ん駒 六代目古今亭志ん橋     | 古今亭駒次       | 2018年9月 | 柳家小平太 柳家勧之助 林家たこ蔵 古今亭駒子       |                                                |
| 柳家小平太         | やなぎや こへいた   | 柳家さん喬                          | 柳家さん若       | 2018年9月 | 古今亭駒治 柳家勧之助 林家たこ蔵 古今亭駒子       |                                                |
| 柳家勧之助         | やなぎや かんのすけ | 柳家花緑                            | 柳家花ん謝       | 2018年9月 | 古今亭駒治 柳家小平太 林家たこ蔵 古今亭駒子       |                                                |